# Javorské knížectví
Javorské knížectví (polsky Księstwo Jaworskie, německy Herzogtum Jauer) bylo jedním z mnoha slezských knížectví s hlavním městem Javor.

## Historie
Knížectví vzniklo v roce 1274, když kníže Boleslav II. Rogatka z rodu Piastovců vyčlenil území pro svého nejstaršího syna Jindřicha V. Břichatého. Roku 1278 se po smrti Boleslava II. stal Jindřich Břichatý knížetem lehnickým a vlády v Javorsku se ujal jeho mladší bratr Boleslav I. Surový. Roku 1281 bylo z Javorska vyčleněno Lemberské knížectví pro Bernarda Hbitého, ale již po pěti letech se po Bernardově smrti Lembersko vrátilo k Javorsku.
V roce 1290 dostal Bolek I. za pomoc Jindřichovi Břichatému jižní části Vratislavska v okolí Svídnice a od té doby se zval knížetem javorsko-svídnickým. Po Bolkově smrti roku 1301 knížectví spravovala jeho manželka Beatrice a roku 1312 se znovu vydělilo Javorsko pro jeho syna Jindřicha I. Javorského. Kníže Jindřich zdědil po své matce část Lužicka, ale již roku 1337 lužické statky vyměnil za doživotní držbu Hlohovského knížectví. Vzhledem k tomu, že Jindřich neměl dědice, po jeho smrti roku 1346 Javorsko opět splynulo se Svídnickem.
Roku 1392 se Javorsko stalo bezprostředním vlastnictvím České koruny. V letech 1624 až 1637 bylo formálně lenním knížectvím pro Ferdinanda III. Roku 1742 bylo připojeno k Prusku.